# Máximo Santos
Máximo Santos (Canelones, 1847 – Buenos Aires, 1889) è stato un politico uruguaiano.
È stato Presidente dell'Uruguay dal 1º marzo 1882 al 1º marzo 1886 e dal 24 maggio al 18 novembre 1886.